# آکروشکا
آکروشکا، (روسی: Окрошка) یک سوپ سرد روسی است که ظاهری شبیه آب دوغ خیار دارد و یک غذای تابستانی محسوب می‌شود و گاهی در آن یخ هم می‌اندازند.

## معنی
کلمه آکروشکا از یک فعل روسی به معنای خرد و ریز کردن آمده.

## ترکیبات
برای تهیه آکروشکا مواد زیر را خرد کرده و همه را داخل کواس (Kvass) می‌ریزند:
- خیار
- پیازچه
- تربچه
- سیب زمینی آب‌پز
- تخم مرغ آب‌پز
- گوشت (سوسیس یا ژامبون و …)

## نگارخانه

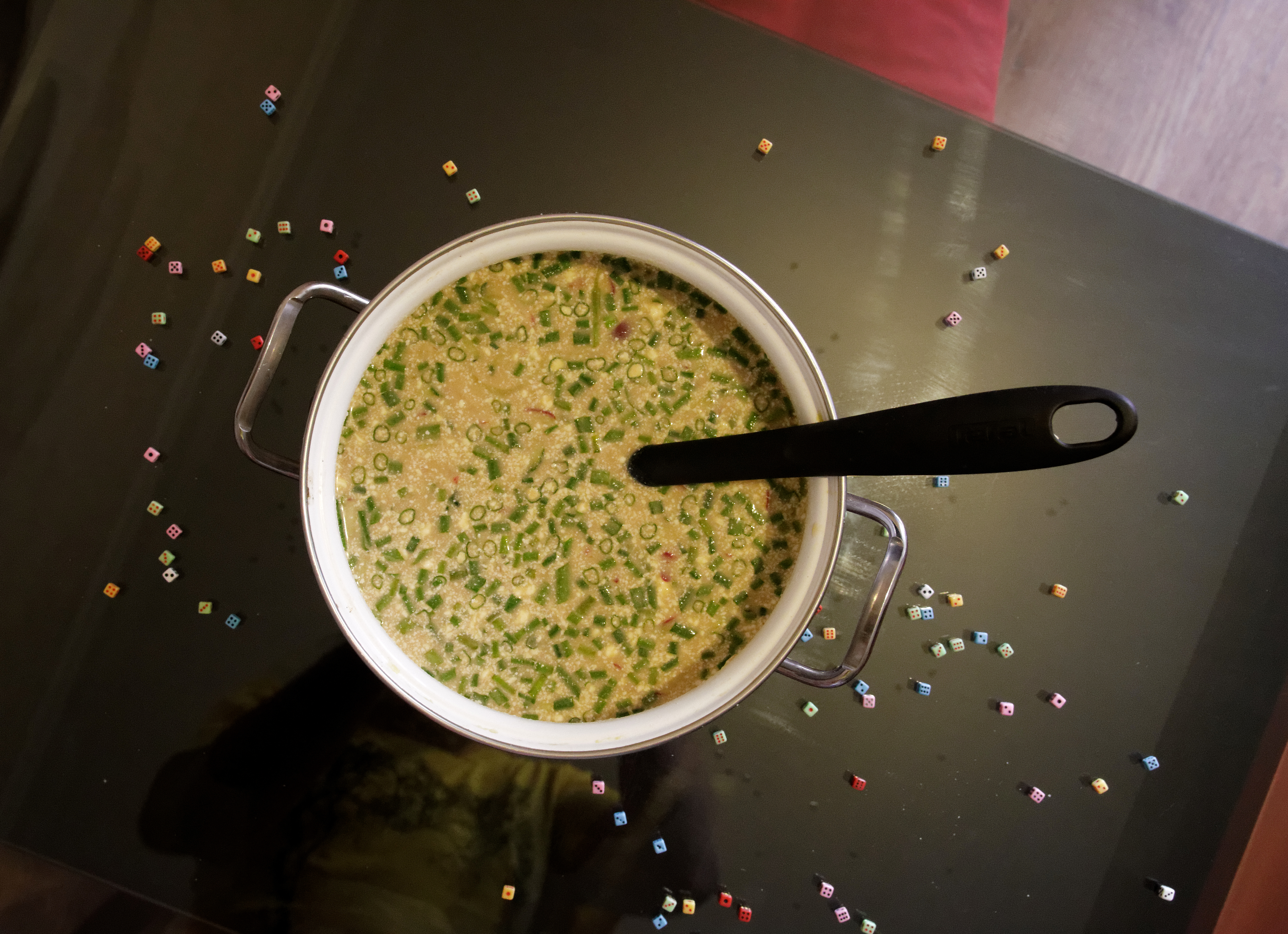
آکروشکا
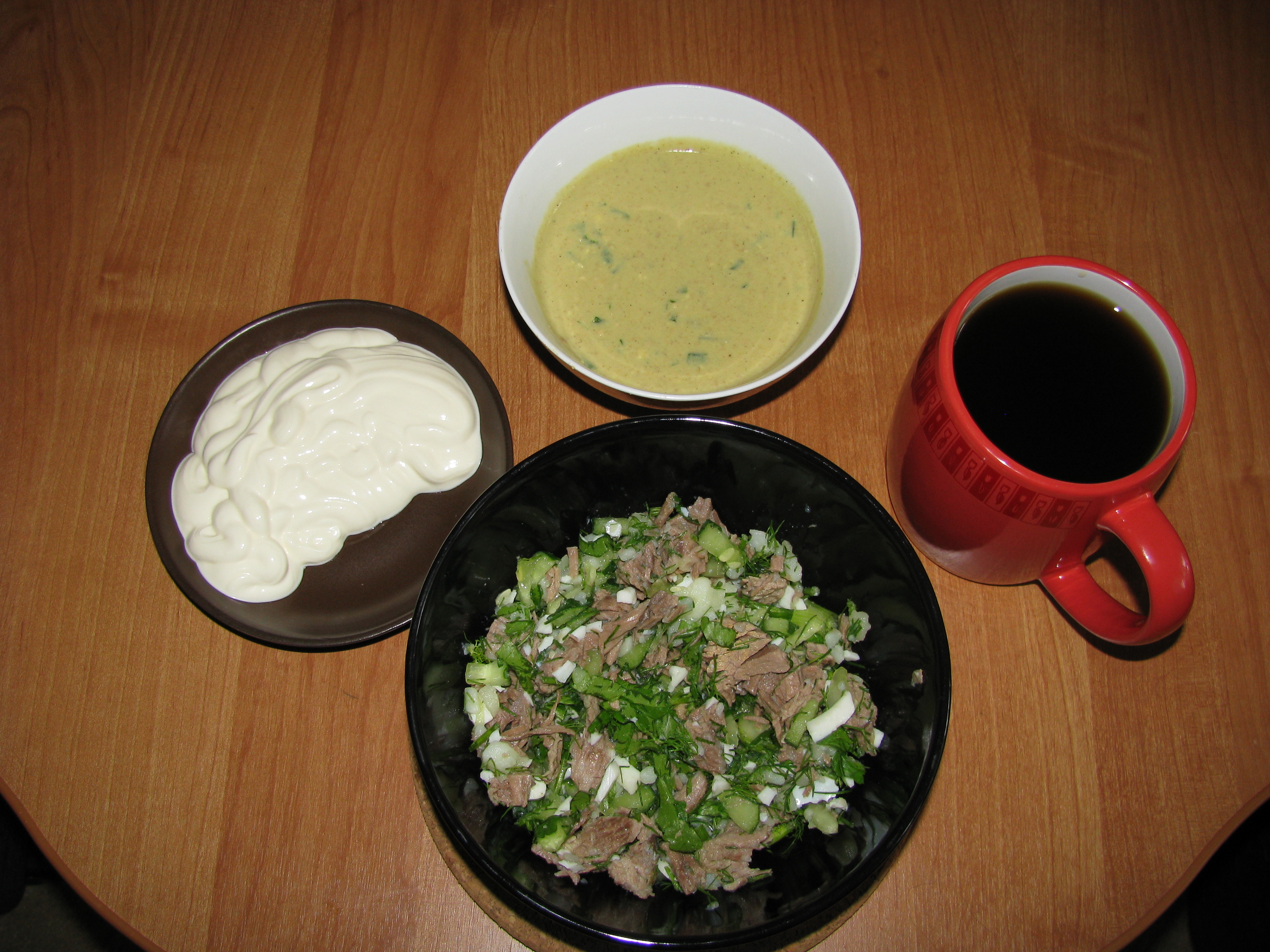
Classic okroshka with beef. Nearby are plates of smetana, a special dressing (made from pounding yolks, خردل (چاشنی), ترب کوهی،  green onion, and salt), and a cup of کواس
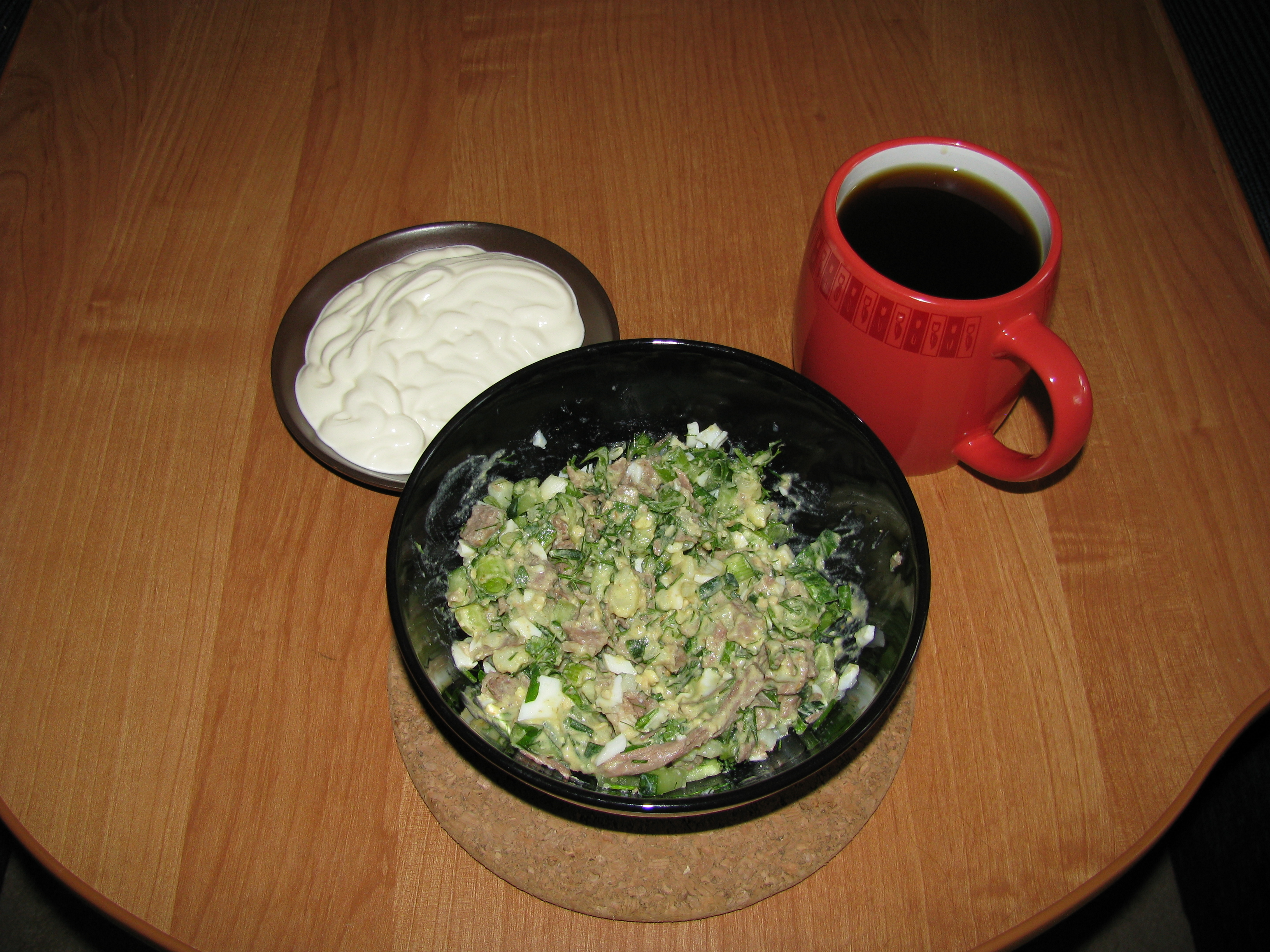
Okroshka with the dressing added
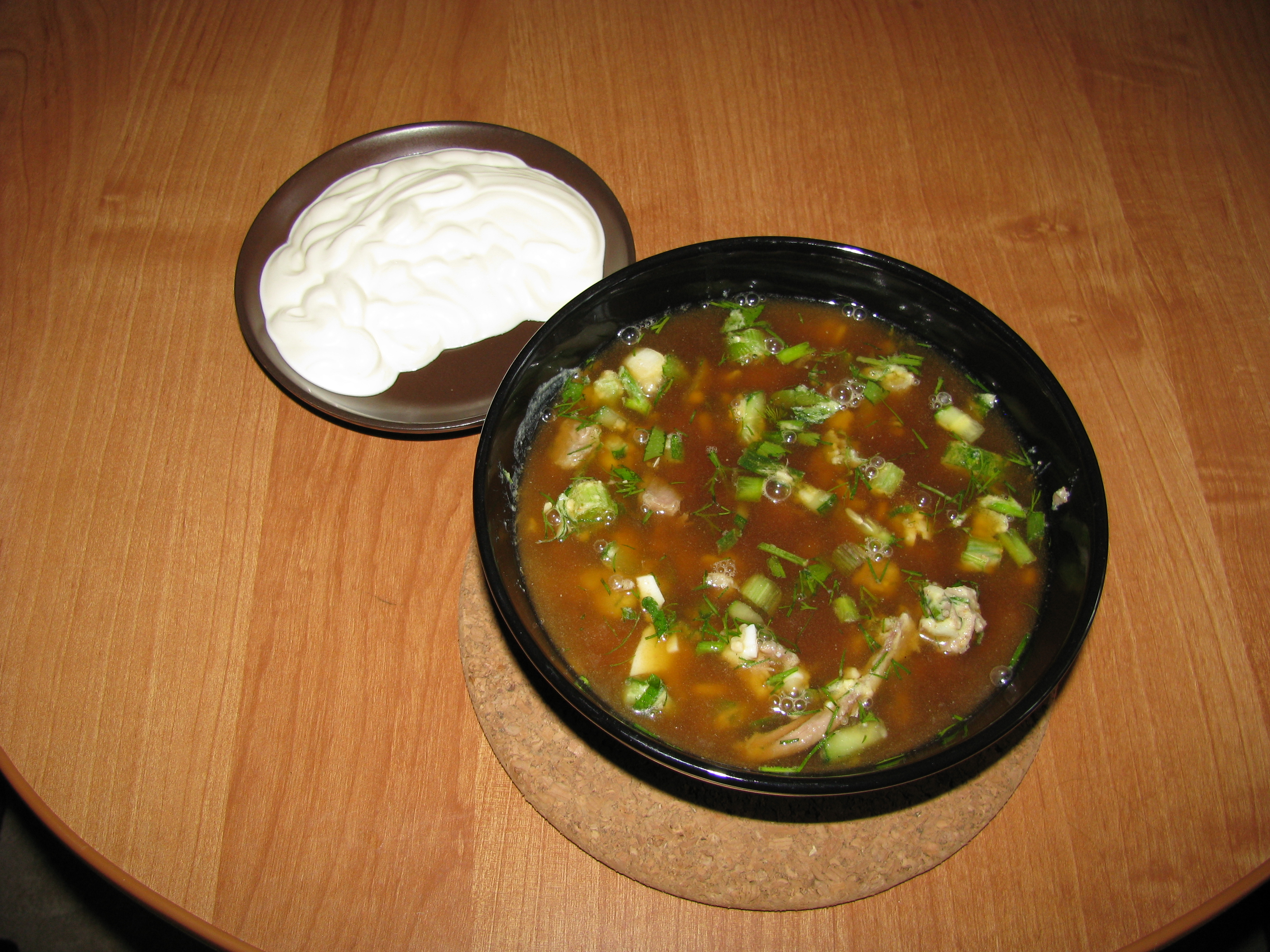
مخلوط ترکیب شده با کواس
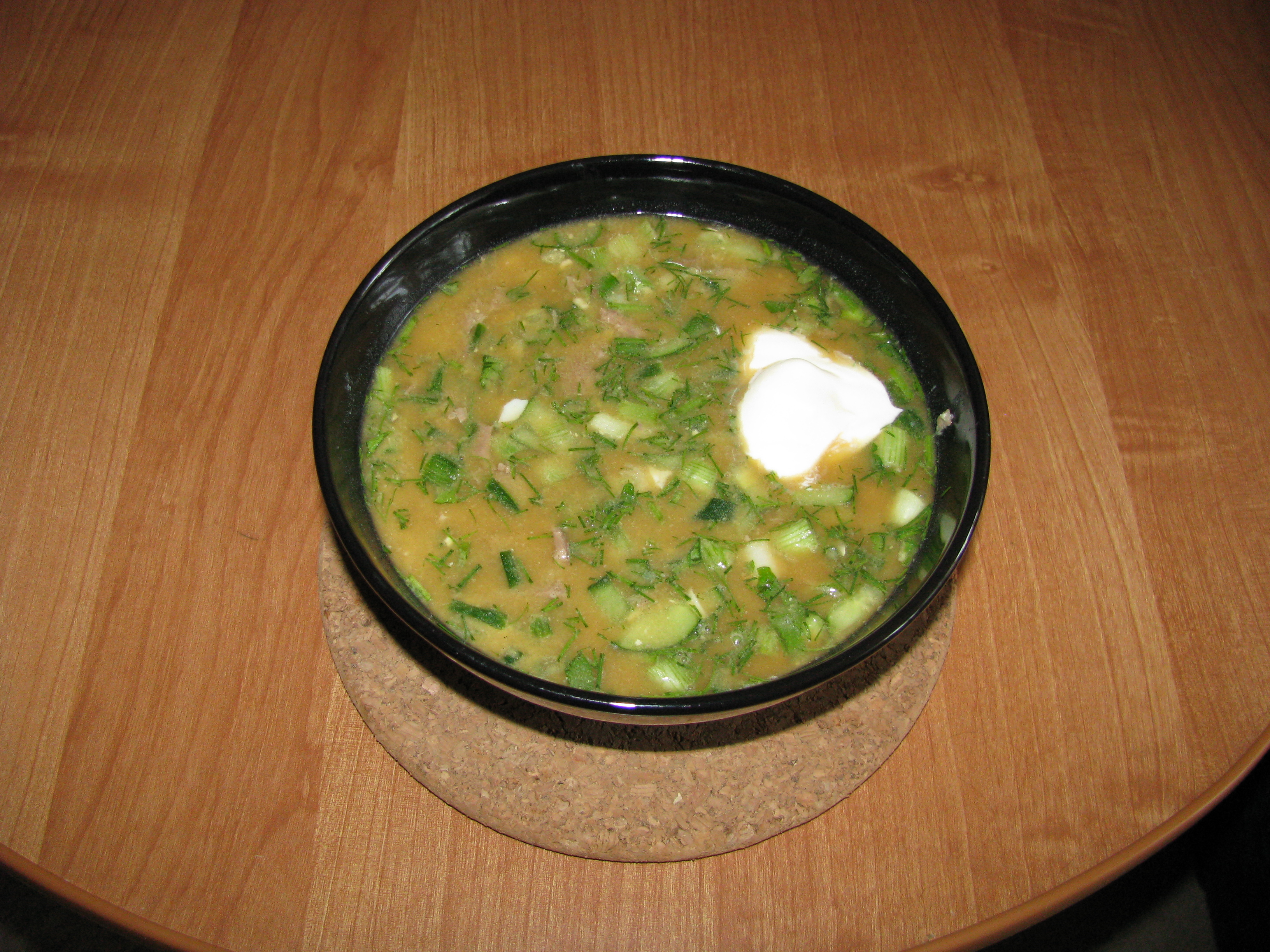
The soup is mixed and smetana is added
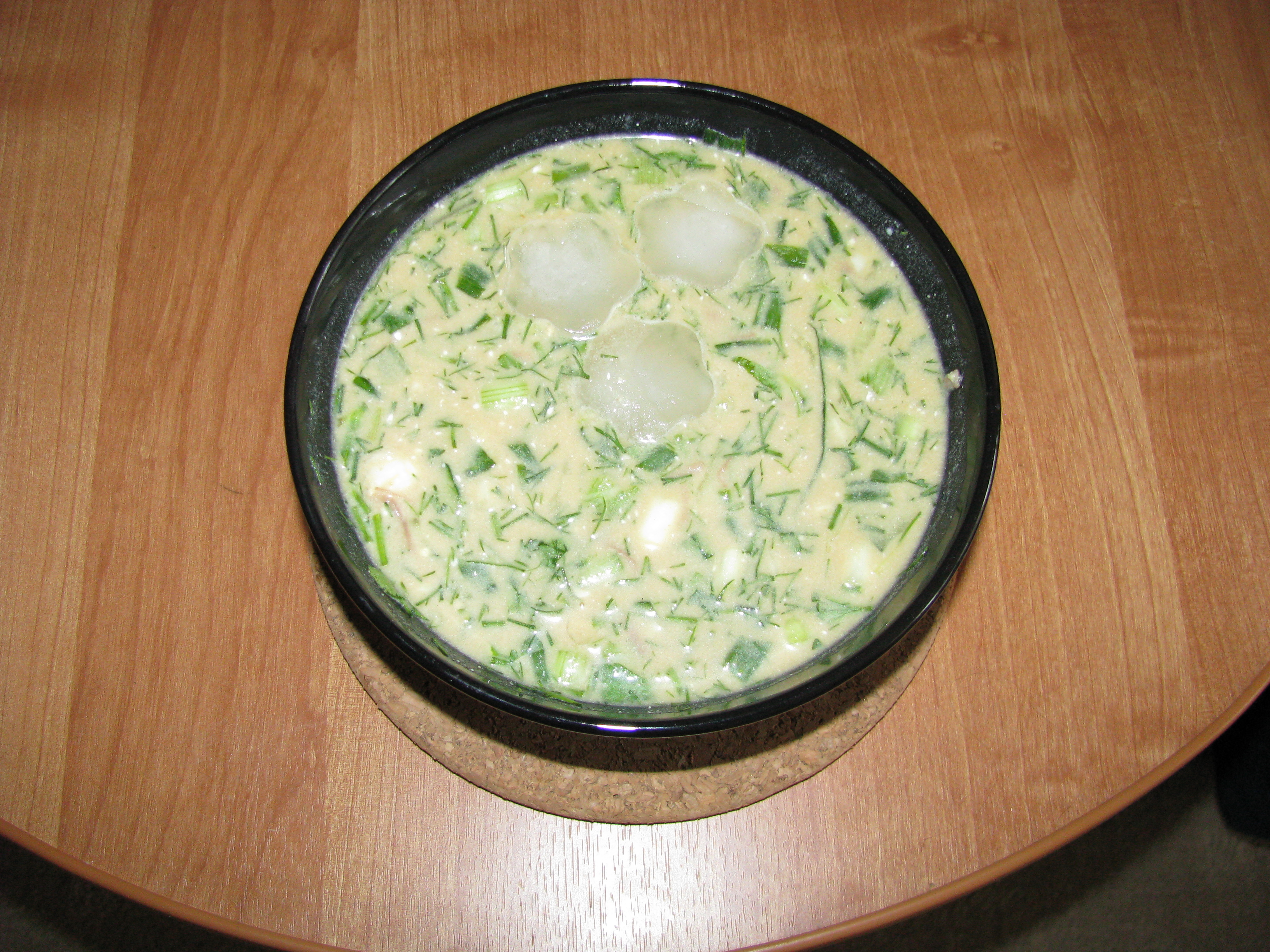
سوپ ترکیب شده با یخ